# جيمس بيتيت
جيمس بيتيت (بالإنجليزية: James Pettit)‏ هو دبلوماسي أمريكي، ولد في 1956 في داكوتا الشمالية في الولايات المتحدة.